# Karl Wald
Karl Wald (Frankfurt am Main, 17 de fevereiro de 1917 - Penzberg, 26 de julho de 2011) foi um árbitro de futebol alemão que inventou a decisão de uma partida de futebol através de cobranças de pênaltis.